# الاتحاد الدولي لنقابات العمال العرب
الاتحاد الدولي لنقابات العمال العربي (ICATU) هو التمثيل الدولي لنقابات العمال في عدد من الدول العربية.
تأسس الاتحاد عام 1956، وكان مقره أصلاً في مصر في بداية تأسيسه ، ولكن تم نقله إلى سوريا عام 1978 احتجاجاً على زيارة الرئيس الراحل المصري أنذاك أنور السادات لإسرائيل.
تشمل النقابات التابعة ما يلي:
- الاتحاد العام لنقابات العمال (سورية)
- الاتحاد العام لنقابات عمال عمان
- الاتحاد العام لنقابات العمال في البحرين
- الاتحاد العام لنقابات عمال العراق
- الاتحاد العام لنقابات عمال الأردن
- الاتحاد العام لنقابات عمال فلسطين
- اتحاد العمال الديمقراطي في مصر
- الاتحاد العام التونسي للشغل
- الكونفدرالية العامة والمستقلة للعمال بالجزائر (CGATA)
- الفيدرالية المغربية للشغل
- الكونفدرالية الديمقراطية للعمل (CDT)
- الاتحاد العام للمرأة بالمغرب
- اتحاد العمال الموريتانيين
- الكونفدرالية الحرة لعمال موريتانيا
- اتحاد نقابات العمال اليمني